# Renáta Tomanová
Renáta Tomanová (Jindřichův Hradec, 9 de Dezembro de 1954) é uma ex-tenista profissional tchecoslovaca.

## Grand Slam finais

### Simples: 2 (0 títulos, 2 vices)
| Posição | Ano  | Campeonato      | Piso   | Oponente         | Placar        |
| ------- | ---- | --------------- | ------ | ---------------- | ------------- |
| Vice    | 1976 | Australian Open | Grama  | Evonne Goolagong | 2–6, 2–6      |
| Vice    | 1976 | Roland Garros   | Saibro | Sue Barker       | 2–6, 6–0, 2–6 |

### Duplas: 2 (1 título, 1 vice)
| Posição | Ano  | Campeonato      | Piso  | Parceira             | Oponentes                      | Placar   |
| ------- | ---- | --------------- | ----- | -------------------- | ------------------------------ | -------- |
| Vice    | 1976 | Australian Open | Grama | Lesley Turner Bowrey | Evonne Goolagong Helen Gourlay | 1–8      |
| Campeã  | 1978 | Australian Open | Grama | Betsy Nagelsen       | Naoko Sato Pam Whytcross       | 7–5, 6–2 |

### Duplas Mistas: 2 (1 título, 1 vice)
| Posição | Ano  | Campeonato    | Piso   | Parceiro         | Oponentes                         | Placar        |
| ------- | ---- | ------------- | ------ | ---------------- | --------------------------------- | ------------- |
| Campeã  | 1978 | Roland Garros | Saibro | Pavel Složil     | Virginia Ruzici Patrice Dominguez | 7–6 ret.      |
| Vice    | 1980 | Roland Garros | Saibro | Stanislav Birner | Anne Smith Billy Martin           | 6–2, 4–6, 6–8 |